# Tù và

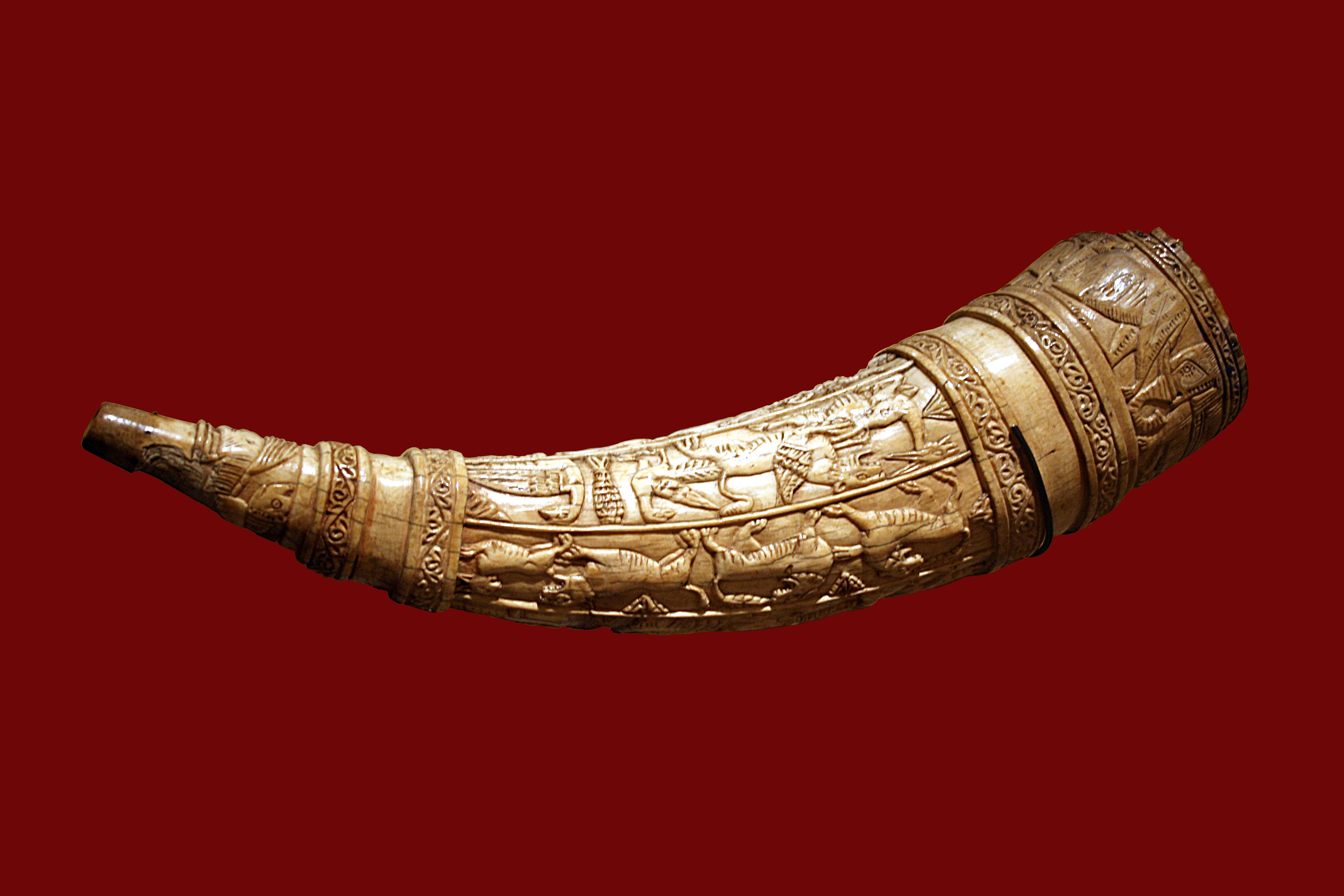
Tù và tại bảo tàng Musée de l'Armée - Paris

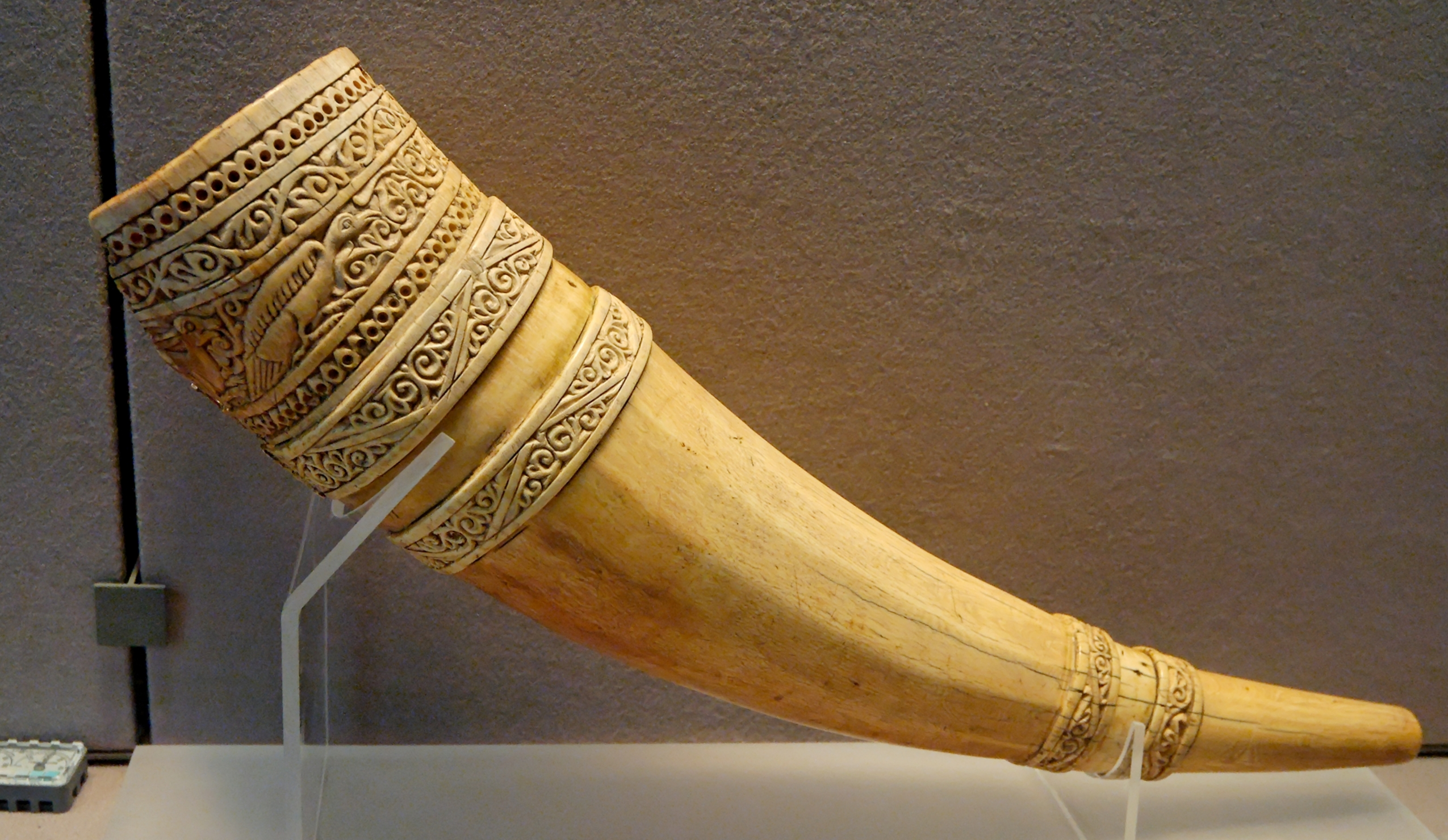
Tù và bằng ngà ở Viện Bảo tàng Louvre, Pháp

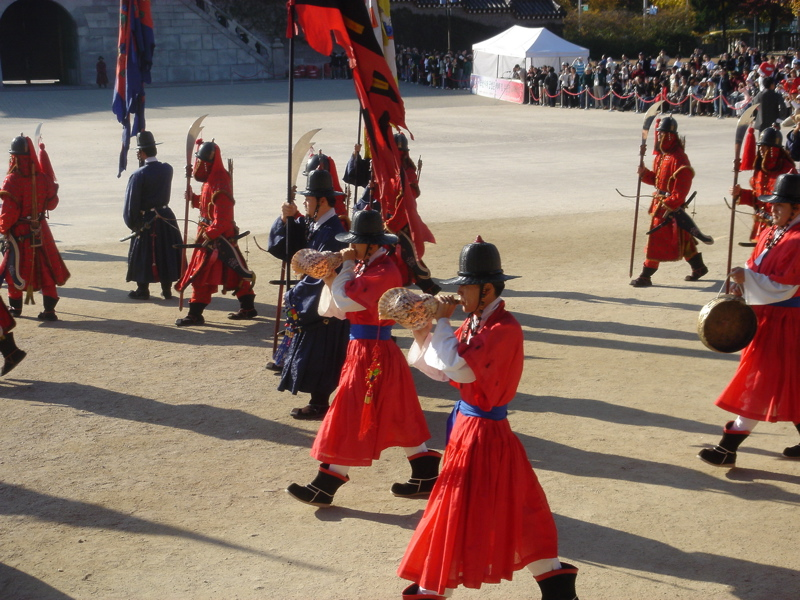
Diễu hành quân nhạc tang lễ cổ truyền ở Seoul, Hàn Quốc với tù và vỏ ốc

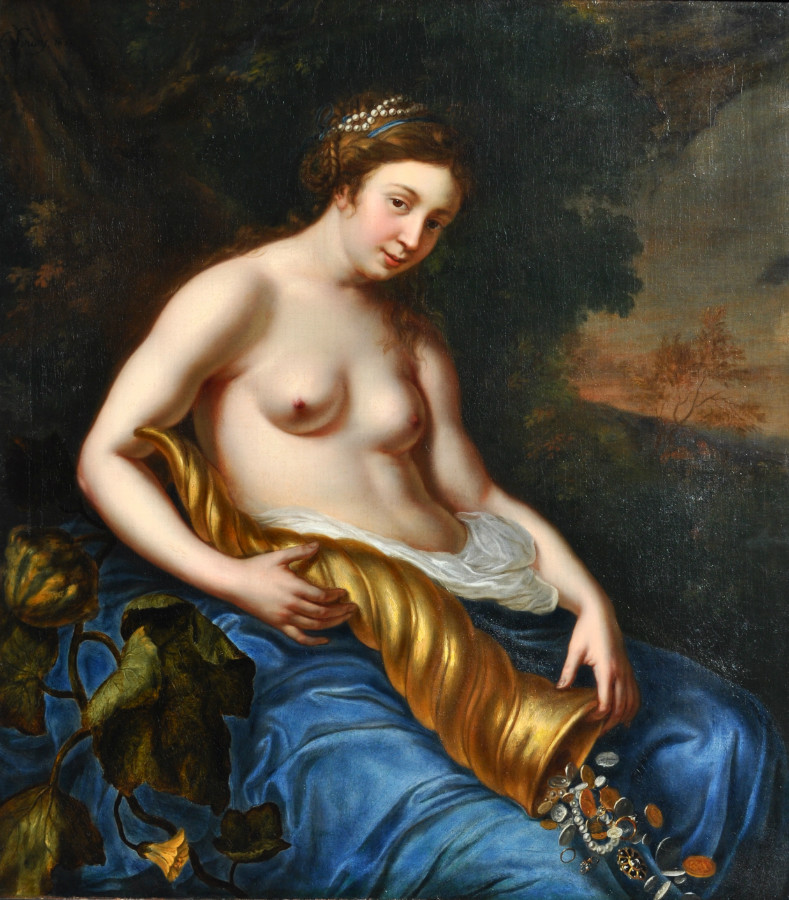
Họa phẩm của Carel van Savoyen về một phụ nữ mang chiếc tù và vàng hình vỏ ốc xoáy

Tù và là một loại dung cụ dùng để báo hiệu hoặc có chức năng của một nhạc cụ. Tù và được làm từ sừng trâu, sừng bò, ngà voi hoặc các loại vỏ ốc, theo đó người thổi sẽ dùng hơi thổi vào phần đáy của sừng trâu hay vỏ ốc, âm thanh được cộng hưởng và phát ra từ miệng tù và vang xa. Tù và thời cổ được dùng trong chiến tranh để đốc thúc tinh thần quân sĩ bởi tiếng kêu ù ù đinh tai nhức óc của nó và uy hiếp tin thần của đối phương. Tù và còn là nhạc cụ truyền thống của một số dân tộc. Tại Việt Nam, tù và là dụng cụ để báo hiệu ở làng quê, vùng nông thôn. Những người thổi tù và thường tự nguyện và hầu như không có phụ cấp gì, chính vì vậy có câu tục ngữ: "Ăn cơm nhà, vác tù và hàng tổng" hàm ý tốn công mà không được lợi lộc gì.